# 21915 Лавіньш
21915 Лавіньш (21915 Lavins) — астероїд головного поясу, відкритий 3 листопада 1999 року.
Тіссеранів параметр щодо Юпітера — 3,439.